# Mlynica
Mlynica (in ungherese Malompatak, in tedesco Mühlenbach) è un comune della Slovacchia facente parte del distretto di Poprad, nella regione di Prešov.
Il villaggio fu menzionato per la prima volta nel 1268 con il nome di Mylimbach.
Il suo nome significa in slovacco, in ungherese e in tedesco "Fiume dei mulini".